# Житомиск
Житомиск је некадашње средњовековно утврђење у горњем току реке Струме у области Мрака. Положај тврђаве није поуздано утврђен али се претпоставља да се налазило на месту данашњег села Пастух у Ћустендилској области.
Ово утврђење је у позну јесен 1189. године освојио од Византије српски жупан Стефан Немања, заједно са Перником, Стобом, Земљинград, Велбуждом, а затим Призрен и Скопље.